# Ozorai József
Ozorai József (Érsekújvár, 1855. október 2. – Érsekújvár, 1930. október 4.) író, költő, újságíró, jogi doktor és ügyvéd, az érsekújvári kisgazda és kisiparos párt elnöke. "Az érsekújvári magyarság ősz vezére".

## Élete
Ozorovszki János (nevét 1830-1840-ben Ozorákra egyszerűsítették) és Prihoda Mária földművelő szülők fia. Az algimnázium alsó négy osztályát Érsekújvárott, a felsőket Esztergomban végezte 1875-ben, ahol a 8. osztály önképzőkörének elnöke volt. Ugyanazon évben a budapesti egyetemen bölcselethallgatónak iratkozott be és egyéves önkéntes katonai szolgálatot is tett, ahol az egyik lába a fagyokban megsérült és megbénult. Félévi szolgálat után súlyos betegen tért vissza a szülői házhoz. Ezután Nedeczky Flóris ügyvédi irodájába került.
Lábbaja miatt a tanári pályáról lemondott, Budapestre ment és joghallgatónak iratkozott be az egyetemre. Tanulmányait 1884-ben elvégezte. Ekkor meghívást kapott Simor János hercegprímástól, hogy hozza rendbe világi levéltárát, amelynek rendezésével négy évig volt elfoglalva. Nedeczky Flóris prímási főügyésznél is dolgozott, aki rábeszélte az ügyvédi pálya folytatására. 1887-ben jogtudományi szigorlatot és ügyvédi vizsgát tett. 1889-ben ügyvédi irodát nyitott Érsekujvárott és megindította az Érsekujvári Lapokat, amelyet közel két évig 1890 végeig szerkesztett. Városi testületi és megyebizottsági tag volt. A vármegyei ellenzék vezére és ékes szónoka volt. A főispáni tisztet állítólag többször visszautasította.
A csehszlovák államfordulat után a kisgazda, földműves és kisiparos párt szenátori mandátumot ajánlott fel neki, amit szintén elutasított. Az 1925-ös ún. érsekújvári egyezmény megkötésénél a tárgyalásokon elnökölt. Az érsekújvári katolikus iskolaszék világi elnöke volt.
1928-ban a Nagysurányi Népbank Rt. csődje miatt vizsgálatot indítottak az igazgatósági tagok ellen, köztük ellene is, de két év eljárás és meghurcolás után az eljárást megszüntették. A rágalmak miatt további perek is kerekedtek. Emiatt lemondott a katolikus iskolaszéki elnökségéről, de azt nem fogadták el. Iskolaszék-elnöki utódjául 1930-ban Hangos Istvánt szemelték ki, de ő márciusban szívbénulásban elhunyt.
Fábián János plébánossal közösen történelmi kutatásokat is végzett. Az Érsekujvár és Környéke főmunkatársa, ezen kívül szerkesztette az Érsekujvári Lapokat is. Ozoróvszky, illetve Ozorák családi nevét 1882-ben változtatta Ozoraira.
1930-ban meghűlésből származó tüdőgyulladást kapott, de felgyógyult belőle, majd ezután nikotinmérgezésből eredő bélinfekció támadta meg szervezetét. Úgy tűnt kilábal belőle, de végül rosszabbul lett és egy napos haláltusa után meghalt. Az érsekujvári magyarság mint egyik legnagyrabecsültebb és legjelentősebb egyéniségét gyászolta. Földi maradványai az érsekújvári Szent József-temetőben nyugszanak.
Felesége Dienes Mária, gyermekei Csipkay Andorné Ozorai Teréz Mária Margit (1891) dalköltő és Krantz Dezsőné Ozorai Mária Józsa Julianna (1893) voltak.

## Művei
- Az ármentesítő társulatokról általában és a csallóközi ármentesítő társulatról, Pozsonyvidéki Lapok.
- Vág-balparti ármentesítésről, Egyetértés ill. Pesti Napló.
- 1887 Az egyházi vagy praediális nemesek és birtokuk. Jogtörténelmi tanulmány. Esztergom. (ism. Katholikus Szemle, Jogtudományi Közlöny 1887, Századok 1888)
- 1887 Az esztergomi érsek praediális nemesei. Magyar Sion.
- 1929 Kuruc hősök.
- 2004 Kuruc ősök. Csenke/ Čenkovce.
- 2020 Cirkevní alebo predialistickí šľachtici a ich majetky. Bratislava. (fordítás)

Elbeszélései, tárcái, cikkei, francia fordításai és költeményei az esztergomi, komáromi, érsekújvári, nyitrai és pozsonyi helyi lapokban jelentek meg.

## Emléke
- Érsekújvár városa 1938-ban utcát nevezett el róla.